# Méga Parc
Méga Parc est un parc d'attractions intérieur situé à Québec, dans le centre commercial les Galeries de la Capitale. Il compte 18 attractions et manèges, dont une grande roue, un parcours de montagnes russes, des jeux d'arcade et une patinoire.

## Reconstruction
Le Méga Parc a fermé ses portes en septembre 2017 pour 16 mois de travaux lui permettant d'effectuer des rénovations majeures et de le rendre plus moderne. La grande roue a été remplacée par une nouvelle, sans rayons, qui est le deuxième du genre au monde pour un parc d'attraction intérieur et la seule d'Amérique du Nord. La patinoire a été transformée en anneau de glace avec de nouvelles attractions dans la partie centrale de l'anneau. Le carrousel a été entièrement restauré et les montagnes russes Electro ont été conservées durant les travaux. Le nouveau Méga Parc a été inauguré le 17 janvier et a rouvert ses portes au public le 18 janvier 2019,.